# Henri de Faucigny
Pour les autres membres de la famille, voir Famille de Faucigny.
Henri de Faucigny, probablement mort vers 1197, est un seigneur de Faucigny (domini Henrico de Fulciniaco), du XIIIe siècle.

## Biographie

### Origines
Henri de Faucigny est issu de la puissante famille de Faucigny, vassale des comtes de Genève ; mais également très liée à eux par des liens matrimoniaux anciens.
Henri de Faucigny (Henricus de Fulciniaco) est né à une date inconnue,. Il est le fils du seigneur de Faucigny, Aymon Ier et de son épouse, Clémence, probablement issue de la famille de Briançon,. Il a un frère aîné, Rodolphe, qui succède à leur père, ainsi que trois autres frères mentionnés Guillaume/Willelme, Aymon/Aimon et Marchand/Marchis, ainsi qu'une sœur Aleyde,. Certains auteurs, dont l'historien Pierre Duparc, ainsi que le site Internet de généalogie Foundation for Medieval Genealogy — Medieval Lands (FMG), ajoutent une autre sœur, Béatrice/Beatrix qui aurait épousé Guillaume Ier de Genève.
Il est mentionné le 29 décembre 1168 auprès de son frère et seigneur Rodolphe (fratris mei), dans la liste des témoins d'un acte,. Leurs oncles, Arducius de Faucigny, évêque de Genève, et Ponce de Faucigny, abbé de Sixt, sont également présents, ainsi que leurs oncles, Rodolphe Alaman et Raimond (patruorum meorum),. Henri est mentionné comme prévôt du Chapitre de Genève,.

### Seigneur de Faucigny
Henri de Faucigny succède à son frère Rodolphe II à la tête de la seigneurie,,. Henricus dominus de Focigniaco est mentionné pour la première fois comme seigneur au cours de l'année 1178, dans une charte du prieuré de Contamine-sur-Arve, par son oncle Arducius de Faucigny, évêque de Genève. Léon Ménabréa, dans sa Notice sur l'ancienne chartreuse de Vallon en Chablais (1854), considère que son frère Rodolphe II, dont il n'existe que l'acte de 1168, cité précédemment, n'a pas d'héritier et qu'Henri l'aurait remplacé dès 1171.
Léon Ménabréa fait remarquer qu'il « ne se montra point [...] aussi favorable aux monastères que l'avait été son père, le pieux Aymon. » Il le décrit comme jaloux des différentes donations qu'ont obtenu ces institutions de la part de ses prédécesseurs, au point qu'il souhaite reprendre ses biens, quitte à user « de moyens violents pour arriver à ce but », nous dit Ménabréa. La première maison à faire l'attention du seigneur de Faucigny est le prieuré de Contamine-sur-Arve, fondé à la suite d'un don de l'évêque Guy de Faucigny à l'abbaye de Cluny. Seule l'intervention de son oncle et évêque, Arducius, l'oblige, « après examen fait par les notables de sa terre convoqués à Sallanches », à renoncer à son entreprise (juin 1178),.
La chartreuse de Vallon, elle aussi fondée sous les auspices de son père, devient sa cible, mais elle est défendue par l'intervention de l'archevêque de Tarentaise, Aymon de Briançon, ancien chartreux (v.1178),. Cet archevêque semble être également un proche parent d'Henri puisqu'il est dit consenguineus. Les auteurs du Régeste genevois précisent que sa mère était issue de la famille de Briançon.
Enfin, les contestations se poursuivent lorsqu'Henri réclame ses droits à la Chartreuse du Reposoir, fondée par son père Aymon Ier. Il doit cependant se rétracter et confirmer, en 1185, les différents donations faite à cette Maison,,.
Léon Ménabréa décrit alors une transformation du seigneur de Faucigny à l'issue de ce dernier conflit, celui-ci « changeant tout-à-coup de sentiments, et son esprit de convoitise se transformant en un profond repentir, déclara se désister de ses injustes entreprises et implora devant Dieu le pardon de ses erreurs. »
Henri de Faucigny épouse, à une date inconnue, Comtesson (Comitissa), dame de Clermont,  fille du comte de Genève, Amédée Ier,,,. Ils sont mentionnés tous deux, dans une donation estimée au cours de l'année 1188,. Ils ont deux fils (selon le site FMG), Guillaume et Aymon. Le comte de Foras leur ajoute une fille, Béatrice/Beatrix.

### Mort et succession
Henri de Faucigny semble mourir vers l'an 1197, année communément retenue de la fin de son règne,. Le site FMG donne précisément la date du 14 novembre 1197.
Son premier fils, Guillaume (II) lui succède mais meurt, sans héritier, au cours de l'année 1202,. C'est son second fils Aymon (II) qui devient le seigneur de Faucigny, dernier héritier mâle de la branche aînée de Faucigny,.

### Régeste genevois
1. 1 2 3  Régeste genevois, 1866, p. 432, Acte du 29 décembre 1168 (présentation en ligne ou numérique REG 0/0/1/384 bis).
2. ↑  Régeste genevois, 1866, p. 110-111, Acte de juin 1178 (présentation en ligne ou numérique REG 0/0/1/402).
3. 1 2 3  Régeste genevois, 1866, p. 112, Acte sans date (présentation en ligne ou numérique REG 0/0/1/408).
4. ↑  Régeste genevois, 1866, p. 120, Acte du 21 octobre 1185 (présentation en ligne ou numérique REG 0/0/1/434).
5. ↑  Régeste genevois, 1866, p. 432, Acte entre 1178 et 1198, vers 1188 — Donation (présentation en ligne ou numérique REG 0/0/1/445 bis).